# Barlo
Pour les articles homonymes, voir Barlo (homonymie).
Barlo est une localité des Pays-Bas située dans la commune néerlandaise d’Aalten, dans la province de Gueldre.